# SAFER Barrier

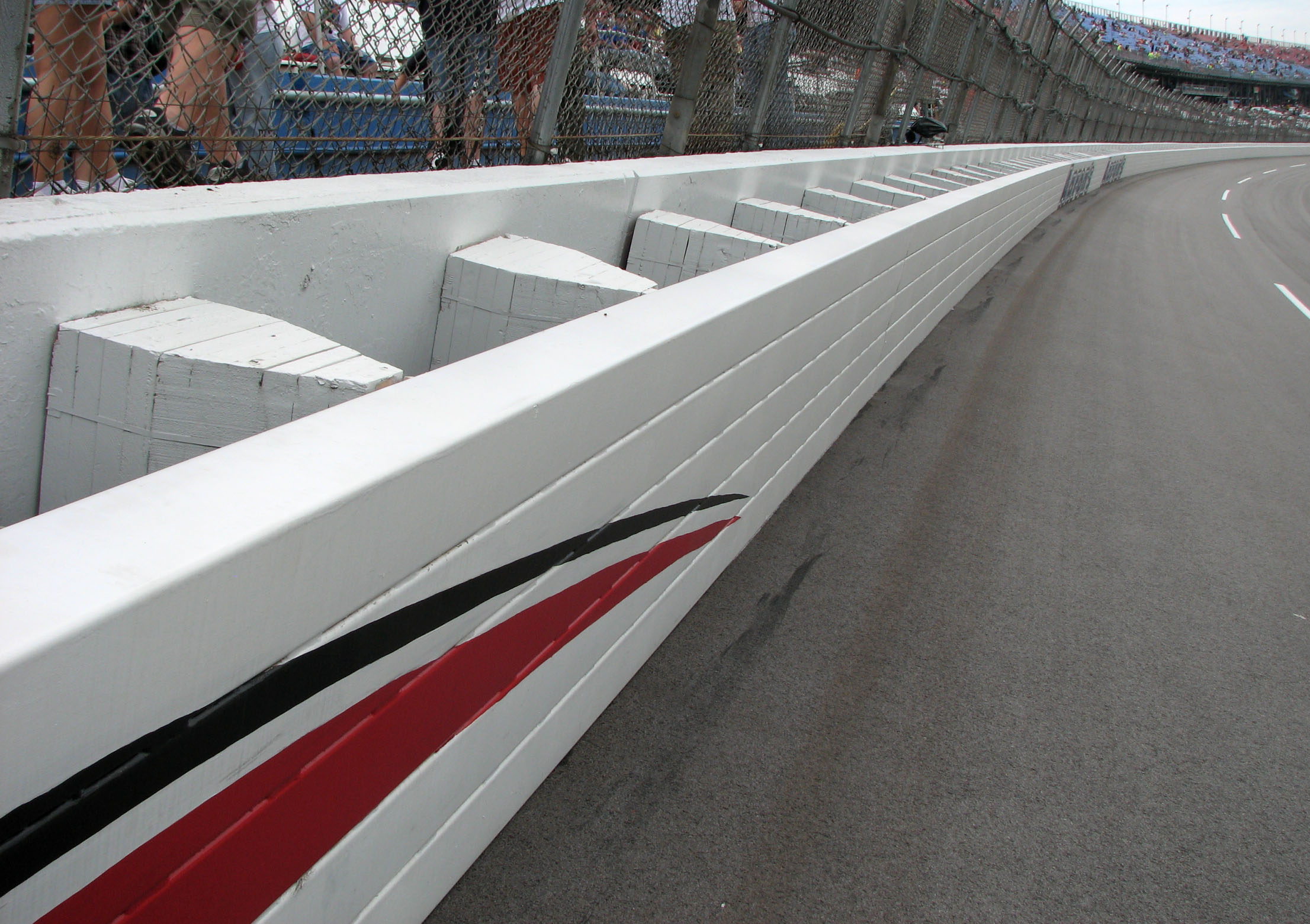
Bariéra typu SAFER

SAFER Barrier (anglicky Steel and Foam Energy Reduction Barrier, v překladu bariéra pro redukci energie nárazu za pomoci oceli a pěny) je typ svodidel používaný na závodištích. Její hlavní užití je pro oválové tratě, ale je možno ji použit i na specifických místech klasických okruhů. Byla vyvinuta mezi roky 1998 a 2002 a poprvé nainstalována v praxi na Indianapolis Motor Speedway v květnu 2002.

## Konstrukce
K původním betonovým stěnám, které nevyhovovaly bezpečnostním standardům, je volně zavěšena ocelová stěna, která je odpružena pěnovými bloky vložené mezi ní a původní stěnou. V případě nárazu se ocelová stěna volně prohýbá a pěna pohlcuje kinetickou energii nárazu. Oproti například bariéře z pneumatik, se automobil do bariéry „nezakousne“, ale dále klouže podél ní, což nejen umožňuje postupnou disipaci energie, ale navíc automobil není katapultován zpět do závodní dráhy mezi ostatní vozy.